# 페드로 무니티스
페드로 무니티스 알바레스(스페인어: Pedro Munitis Álvarez, 1975년 6월 19일, 스페인 산탄데르 ~ )는 스페인의 은퇴한 축구 선수이자, 현재 스페인 프리메라 디비시온 RFEF CE 사바델의 축구 감독이다. 그는 선수 시절, 유로 2000 대회에서 유고슬라비아를 상대로 동점골을 기록했었다.

## 수상
레알 마드리드
- 2000-01 프리메라리가 우승
- 2001-02 UEFA 챔피언스리그 우승
- 2002년 UEFA 슈퍼컵 우승